# یانا دابروولسکایا
یانا دِنیسوونا دابروُلسکایا (به روسی: Яна Денисовна Добровольская) (به انگلیسی: Yana Denisovna Dobrovolskaya)، (متولد ۸ دسامبر ۱۹۹۷) رقصنده و مدل روسی است. وی همچنین دارایِ عنوان دختر شایسته روسیه ۲۰۱۶(به انگلیسی: Miss Russia 2016) نیز هست.

## زندگی‌نامه
یانا متولد تیومن روسیه است. او دوازده سال از زندگی خود را در رشته رقص سالنی تحصیل کرده‌است. وی عاشق روانشناسی کودک و کتاب است. همچنین در اظهارات خود گفته‌است: «بزرگترین آرزویش این است که معلم مشهور رقص شود و قهرمانان را تربیت کند، (train champions) و برای رسیدن به این هدف بخشی از جایزه خود را صرف آن خواهد کرد.»
en:Yana Dobrovolskaya